# Attila Juhász
Attila Juhász (20 luglio 1972) è un ex schermidore ungherese.

## Biografia
Nei campionati europei di scherma ha conquistato una medaglia d'oro a Bourges nel 2003, nella gara di fioretto a squadre, e una medaglia di bronzo  a Coblenza nel 2001.

## Palmarès
In carriera ha conseguito i seguenti risultati:
- Europei di scherma

Coblenza 2001: bronzo nel fioretto individuale.
Bourges 2003: argento nel fioretto a squadre.